# المبنى الرئيسي لوزارة الدفاع (روسيا)
المبنى الثالث لوزارة الدفاع الروسية هو المقر الرئيسي لمركز إدارة الدفاع الوطني للقوات المسلحة الروسية. يقع على جسر فرونزينسكايا في موسكو، روسيا.

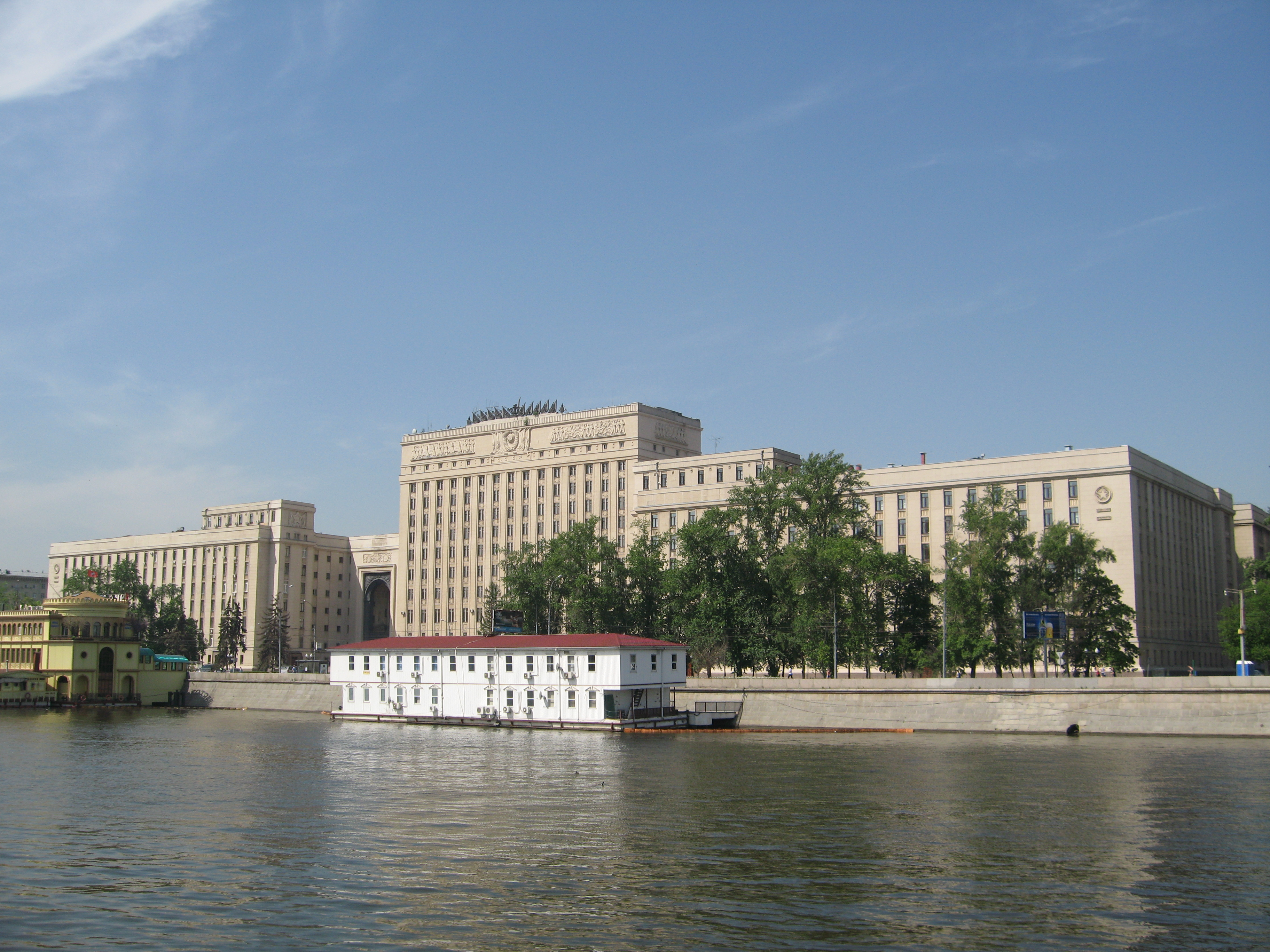
2008 (قبل إضافات 2014)

صمم المبنى من قبل المهندس المعماري الروسي ليف رودنيف. تمهّدت الأرض للبناء في عام 1940، وخصص المبنى في عام 1952. وأضيفت مباني إضافية إلى المجمع في عام 2014.
المبنى الرئيسي لوزارة الدفاع الروسية هو مبنى هيئة الأركان العامة، الذي بني في الثمانينات على بعد حوالي ثلاثة كيلومترات بالقرب من ساحة أرباتسكايا. وتقع المباني الأخرى التابعة للوزارة في جميع أنحاء موسكو.